# アクティブ・フェーズドアレイ・アンテナ

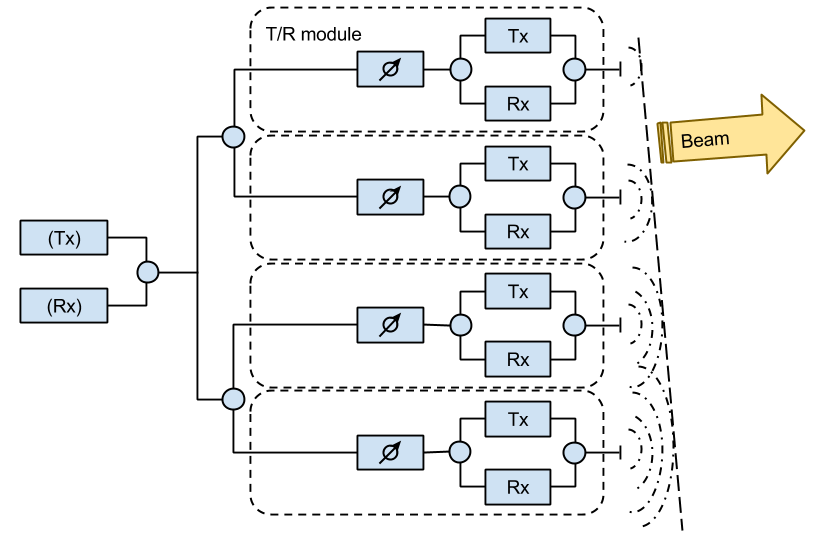
AESAアンテナの構成

アクティブ・フェーズドアレイ・アンテナ（英語: active phased array antenna）は、フェーズドアレイ・アンテナの一種。アクティブ電子走査アレイ（英: active electronically scanned array, AESA）とほぼ同義である。

## 概要
フェーズドアレイ・アンテナは、複数のアンテナ素子を配列し、その位相を制御することで電波ビームの電子走査を可能とする。このうち、素子アンテナと移相器とのあいだに増幅回路（送信用増幅器・受信用低雑音増幅器）のようなアクティブな回路を挟むものをアクティブ方式と称する。
素子アンテナと移相器とのあいだに送信用増幅器を挟む機構上、移相器への入力は小電力で済むことから、半導体化されていることが多い。この半導体移相器としては、PINダイオード形が多く用いられる。これは、パッシブ方式で一般的なフェライト移相器と比して許容電力が小さい（尖頭出力1キロワット程度）一方、動作時間が速かった。また受信においても、素子アンテナ直後に受信用低雑音増幅器が挟まれていることから、移相器や給電分配器、送受切換器の損失が受信信号にほとんど影響を与えない。
アクティブ方式では、アンテナ素子ごとか数個単位で、送信パス・受信パスそれぞれの移相を任意に調整できる移相器を含む送受信モジュール（T/Rモジュール）を配列する。これによってビームの指向制御を行うとともに、空間的に電力合成することにって等価的に大きな送信出力を得ることができる。従って個々のアンテナ素子からの送信電力は少なくても良いことから、増幅回路についても半導体化が可能である。これにより、アンテナ全体の半導体化が可能となり、信頼性が向上した。また性能に直結する各種特性を、半導体を作るときにできるだけ設計値にあわせて製作できることから、品質の揃ったT/Rモジュールの大量生産が比較的容易にできることから、製造面や修理面でのメリットは非常に大きいものとなっている。また幾つかのT/Rモジュールが故障しても、レーダ全体への影響は軽微であることから、抗堪性の面でもメリットがある。